# Liste der Baudenkmale in Reinstorf
In der Liste der Baudenkmale in Reinstorf sind die Baudenkmale der niedersächsischen Gemeinde Reinstorf und ihrer Ortsteile aufgelistet. Der Stand der Liste ist der 28. Januar 2023. Die Quelle der Baudenkmale ist der Denkmalatlas Niedersachsen.

## Allgemein
In den Spalten befinden sich folgende Informationen:
- Lage: die Adresse des Baudenkmales und die geographischen Koordinaten. Kartenansicht, um Koordinaten zu setzen. In der Kartenansicht sind Baudenkmale ohne Koordinaten mit einem roten Marker dargestellt und können in der Karte gesetzt werden. Baudenkmale ohne Bild sind mit einem blauen Marker gekennzeichnet, Baudenkmale mit Bild mit einem grünen Marker.
- Bezeichnung: Bezeichnung des Baudenkmales
- Beschreibung: die Beschreibung des Baudenkmales. Unter § 3 Abs. 2 NDSchG werden Einzeldenkmale und unter § 3 Abs. 3 NDSchG Gruppen baulicher Anlagen und deren Bestandteile ausgewiesen.
- ID: die Objekt-ID des Baudenkmales
- Bild: ein Bild des Baudenkmales, ggf. zusätzlich mit einem Link zu weiteren Fotos des Baudenkmals im Medienarchiv Wikimedia Commons. Wenn man auf das Kamerasymbol klickt, können Fotos zu Baudenkmalen aus dieser Liste hochgeladen werden:

## Horndorf

### Gruppe: Lindenstraße 4
Die Gruppe hat die ID: 34327851. Hofanlage mit Wohn-/ Wirtschaftsgebäude, Stall und Scheune liegt südlich der alten Dorfstraße. Das Wohn-/Wirtschaftsgebäude leicht zurückgesetzt, traufständig an der Straße. Nahezu parallel südwestlich Stall und Scheune. Die Anlage wird von geböschter Feldsteinmauer umgeben.

| Lage                         | Bezeichnung               | Beschreibung | ID       | Bild |
| ---------------------------- | ------------------------- | --- | -------- | ---- |
| 53° 12′ 51″ N, 10° 35′ 28″ O | Wohn-/ Wirtschaftsgebäude | Traufständiger, eingeschossiger Fachwerkbau mit Backsteinausfachung in Vierständerbauweise unter Halbwalmdach in Ziegelpfannendeckung. Repräsentative Eingangstür zur Straße. Bauinschrift am Wirtschaftsgiebel. Errichtet 1870 (i). | 28833206 | BW   |
| 53° 12′ 50″ N, 10° 35′ 25″ O | Scheune                   | Fachwerkbau mit Backsteinausfachung unter Halbwalmdach in Ziegelpfannendeckung. Längsdurchfahrt. Inschriften an Ost- und Westgiebel. Errichtet 1862(i).                                                                              | 28833187 | BW   |
| 53° 12′ 50″ N, 10° 35′ 23″ O | Scheune                   | Langgestreckter Fachwerkbau mit Backsteinausfachung unter Halbwalmdach in Ziegelpfannendeckung. Auf Nordseite Giebel mit Aufzugsluke. Errichtet ca. 1860.                                                                            | 28833225 | BW   |

### Einzelbaudenkmale
| Lage                                        | Bezeichnung               | Beschreibung | ID       | Bild |
| ------------------------------------------- | ------------------------- | --- | -------- | ---- |
| Lindenstraße 2 53° 12′ 52″ N, 10° 35′ 24″ O | Wohn-/ Wirtschaftsgebäude | Traufständiger, eingeschossiger Fachwerkbau mit Backsteinausfachung in Zweiständerbauweise unter Halbwalmdach in Ziegelpfannendeckung. Spruchband und Bauinschrift am Wirtschaftsgiebel. Errichtet 1817(i). Zwerchgiebel über den Flettausgängen zur Straße und zum Hof in Fachwerk mit geschweiften Fußbändern und Bauinschrift nachträglich aufgesetzt 1922(i). | 28833301 | BW   |
| Lindenstraße 53° 12′ 48″ N, 10° 35′ 36″ O   | Allee                     | | 28833320 | BW   |

## Reinstorf

### Gruppe: Am Vitusbach 2
Die Gruppe hat die ID: 34327372. Hofanlage mit Gaststätte mit Wohn-/Wirtschaftsgebäude und Saalbau sowie Scheune liegt auf Eckgrundstück in Ortsmitte. Auffällige, 1904 errichtete Gaststätte mit Wohn-/ Wirtschaftsgebäude. Im Osten schließt sich der Saalbau an. Westlich die ältere, 1875 errichtete Scheune des Hofes.

| Lage                                             | Bezeichnung    | Beschreibung | ID       | Bild |
| ------------------------------------------------ | -------------- | --- | -------- | ---- |
| Am Vitusbach 2 53° 14′ 4″ N, 10° 34′ 23″ O       | Gasthaus Busse | Backsteinbau über verputztem Sockel mit zweigeschossigen Eckgebäude als Gaststätte mit Wohngeschoss unter Walmdach in Ziegeldeckung mit abgeschrägtem Risalit an Gebäudeecke und Walmgaube auf Westseite. Dekorative Eingangstür zum Gastraum und zum Aufgang zum Wohnbereich. Gliederung durch Wandvorlagen und Friese mit grünglasierten Formsteinen. Erbaut 1904(i). | 28832907 | BW   |
| Alte Schulstraße 1/3 53° 14′ 4″ N, 10° 34′ 23″ O | Saalanbau      | Traufständiger, eingeschossiger Backsteinbau unter flach geneigtem Satteldach. Laubenvorbau aus Holz vor Eingang mit repräsentativer Tür an Südwestecke. Anbau des Gasthauses Busse. Erbaut 1904. | 40812531 | BW   |
| Alte Schulstraße 1/3 53° 14′ 5″ N, 10° 34′ 24″ O | Scheune        | Fachwerkbau mit Backsteinausfachung in Vierständerkonstruktion unter Halbwalmdach in Faserzementrautendeckung. Längsdurchfahrt. Segensspruch und Bauinschrift am südlichen Wirtschaftsgiebel. Erbaut 1873(i). | 28832888 | BW   |

### Gruppe: Poststraße 2
Die Gruppe hat die ID: 34327388. Hofanlage liegt südwestlich Straßengabelung Poststraße / Alte Schulstraße. Wohn-/ Wirtschaftsgebäude und Scheune sind giebelständig durch den Wirtschaftshof zurückgesetzt. Scheune steht auf der westlichen Begrenzungslinie zur Poststraße.

| Lage                                     | Bezeichnung               | Beschreibung | ID       | Bild |
| ---------------------------------------- | ------------------------- | --- | -------- | ---- |
| Poststraße 2 53° 14′ 3″ N, 10° 34′ 30″ O | Wohn-/ Wirtschaftsgebäude | Giebelständiger, eingeschossiger Fachwerkbau mit Backsteinausfachung in Vierständerkonstruktion unter Halbwalmdach. Bauinschrift am Wirtschaftsgiebel. Erbaut 1875(i).        | 28832927 | BW   |
| Poststraße 2 53° 14′ 3″ N, 10° 34′ 32″ O | Scheune                   | Fachwerkbau mit Backsteinausfachung unter Halbwalmdach in Faserzementrautendeckung. Längsdurchfahrt. Bauinschriften an beiden Giebeln ohne Datierung. Erbaut ca. Ende 19. Jh. | 28832946 | BW   |

### Einzelbaudenkmale
| Lage                                       | Bezeichnung      | Beschreibung | ID       | Bild           |
| ------------------------------------------ | ---------------- | --- | -------- | -------------- |
| Am Vitusbach 13 53° 14′ 5″ N, 10° 34′ 3″ O | Wohnhaus         | Zweigeschossiger, neunachsiger Backsteinbau auf Quadersockel unter Walmdach. Dreiachsiger, ein wenig erhöhter Eingangsrisalit unter Walmdach. Reiche Gliederung und Ziegeldekor in gelben Ziegeln von den roten Wandflächen abgesetzt. Dachüberstand kassettiert und auf Konsolen aufgestützt. Errichtet 1882–1884. | 28832869 | BW             |
| Hauptstraße 53° 14′ 1″ N, 10° 34′ 20″ O    | St.-Vitus-Kirche | Der erste kirchliche Bau stammt aus dem Jahr 1059. Saalkirche aus Backstein über hohem Feldsteinsockel und dreiteiligem Chorabschluss aus Fachwerk unter Dächern in Hohlpfannendeckung und dreigeschossiger, abgetreppter Westturm aus Backstein unter Pyramidendach. Teile des Feldsteinsockels und des Mauerwerks aus klosterformatigen Backsteinen des Turmes vom mittelalterlichen Ursprungsbau erhalten. 1824 Neubau des Langhaus mit hohen Segmentbogenfenstern. Nachträglicher Anbau des Chores als Sakristei mit rückwärtigen Eingang. 1875 Westseite des Turmes in neogotischen Formen ersetzt. Im Inneren schlichter rechteckiger Saal mit verputzter, flacher Holzdecke. Ausstattung: Kanzelaltar, dreiseitig umlaufende Holzempore sowie Kirchengestühl. Schmiedeeiserne Leuchter mit Weinranken auch am Altar. | 28833355 | Weitere Bilder |
| Hauptstraße 2 53° 14′ 3″ N, 10° 34′ 19″ O  | Pfarrhaus        | Traufständiger, zweigeschossiger Backsteinbau über hohem Kellergeschoß. Westlicher Gebäudeteil mit vier Fensterachsen hervortretend unter Walmdach, östlicher mit drei Fensterachsen zurückgesetzt unter Satteldach. Eingang auf der östlichen Schmalseite. Schlichte Gliederung durch Lisenen und Friese in Ziegeldekor. Bibelspruch über Eingangsportal und gemauerte Kreuze im Giebel. Erbaut ca. 1890. | 28833336 | BW             |
| Hauptstraße 6 53° 13′ 58″ N, 10° 34′ 15″ O | Tür              | Zweiflügelige spätklassizistische Eingangstür mit Metallions mit männlichen Gestalten in den Kassetten der Türblätter sowie Karyatidenköpfe unterhalb des Türsturzes. Angefertigt 1882. | 28833373 | BW             |
| Lerchental 53° 13′ 51″ N, 10° 33′ 37″ O    | Friedhofskapelle | Kleiner Saalbau aus Backstein unter Satteldach in Hohlpfannendeckung. Eingang in südöstlicher Schmalseite darüber Okuli. Halbrundfenster in den Langseiten. Ziegeldekor in den Giebeln und an der Traufe. Errichtet 1880. | 28833244 | BW             |

## Sülbeck

### Gruppe: Zur Pferdekoppel 12
Die Gruppe hat die ID: 34327835. Hofanlage mit zurückgesetztem nord- südlich ausgerichtetem Wohnwirtschaftsgebäude, westlich parallel stehenden Schweinestall und südöstlich, rechtwinklig liegenden Schafstall. Wiesengelände mit alten Laubbaumbestand.

| Lage                         | Bezeichnung               | Beschreibung | ID       | Bild |
| ---------------------------- | ------------------------- | --- | -------- | ---- |
| 53° 15′ 58″ N, 10° 33′ 49″ O | Wohn-/ Wirtschaftsgebäude | Eingeschossiger Fachwerkbau in Zweiständerbauweise mit Backsteinausfachung weiß getüncht unter Halbwalmdach in Reetdeckung. Wirtschaftsgiebel leicht vorkragend. Bauinschrift über Dielentor. Erbaut 1843(i). | 28833166 | BW   |
| 53° 15′ 59″ N, 10° 33′ 48″ O | Stall                     | Eingeschossiger, langgestreckter Fachwerkbau mit Backsteinausfachung auf sehr hohem Feldsteinsockel und unter Satteldach in Ziegelpfannendeckung. Errichtet zweite Hälfte 19. Jh.                             | 28833147 | BW   |
| 53° 15′ 57″ N, 10° 33′ 50″ O | Stall                     | | 28833128 | BW   |

### Einzelbaudenkmale
| Lage                                         | Bezeichnung | Beschreibung | ID       | Bild |
| -------------------------------------------- | ----------- | --- | -------- | ---- |
| An den Eichen 8 53° 15′ 55″ N, 10° 33′ 50″ O | Speicher    | Traufständiger, zweigeschossiger Fachwerkbau auf Feldsteinsockel in Rähmbauweise unter Halbwalmdach in Ziegelpfannendeckung, Backsteinausfachung in Ziersetzung. Bauinschrift an der Westseite. Errichtet 1781(i). | 28833052 | BW   |

## Wendhausen

### Gruppe: Kirchhof St. Petri
Die Gruppe hat die ID: 34327803. Von Bäumen umstanden auf von Feldsteinmauer umgebenen Kirchhof am Rand des Ortes. Gefallenendenkmal auf Südseite am Eingang zum Kirchhof errichtet.

| Lage                       | Bezeichnung | Beschreibung | ID       | Bild           |
| -------------------------- | ----------- | --- | -------- | -------------- |
| 53° 15′ 5″ N, 10° 34′ 1″ O | St. Petri   | Saalbau aus Backstein mit dreiseitigem Ostabschluss unter Satteldach in Hohlpfannendeckung und dreigeschossigen Westturm aus Backstein unter Knickhelm in Schifferdeckung. In den Langhauswänden Feldsteinmauern eines Vorgängerbaus. Vermutlich um 1300. Langhaus mit Rundbogenfenstern errichtet 1847–49. Westturm mit Strebepfeilern, Archivoltenportal, Lisenengliederung mit Uhreinfassung und Gesimsfriesen in Ziegeldekor. Errichtet 1880. Im Inneren verputzt. Über dem Altar mit Kruzifix zeitgenössisches Buntglasfenster mit Darstellung des Heiligen Geistes. Kanzel, Empore und Kirchenbänke 19. Jh. Petrusfigur 14. Jh. | 28832994 | Weitere Bilder |